# Форт де Роменвиль (концентрационный лагерь)
Форт де Роменвиль (фр. Fort de Romainville) — нацистский концентрационный лагерь, существовавший в 1940—1944 годах во Франции (неподалёку от Парижа). Основан на месте форта, существующего с 1830-х гг. и получивший известность после 1940-х г., когда форт был переоборудован в тюрьму для содержания евреев, которые впоследствии отправлялись в лагеря смерти.

## Немецкий лагерь
Первые 15 заключённых были зарегистрированы в лагере в начале ноября 1940 года. 12 декабря Форт де Роменвиль стал центром «административного задержания по соображениям безопасности» (нем. Sicherungshaft).
3 900 женщин и 3 100 мужчин прошло через этот лагерь перед отправкой в Аушвиц, Равенсбрюк, Бухенвальд и Дахау. 152 человека было расстреляно прямо здесь. Несколько человек сбежало, например, коммунист-подпольщик Пьер Жорж, больше известный по прозвищу «Полковник Фабьен». Из своей камеры Даниэль Казанова призывала своих товарищей воевать с палачами. С октября 1940 года в Форте содержали только женщин-арестантов. После освобождения лагеря в августе 1944 г., множество изуродованных тел было найдено на его территории.